# سيصور أليف الجريان
سيصور أليف الجريان (الاسم العلمي:Sisor rheophilus) هو نوع من الأسماك يتبع جنس السيصور من فصيلة السيصورات.